# اشترومر (دهانه)
اشترومر یک دهانه برخوردی در ماه‌ است.

## دهانه‌های اقماری
این دهانه ۵ دهانه اقماری دارد.
| Störmer | عرض جغرافیایی | طول جغرافیایی | قطر          |
| ------- | ------------- | ------------- | ------------ |
| Y       | ۶۰.۳° N       | ۱۴۴.۸° E      | ۲۶.۰ کیلومتر |
| H       | ۵۴.۸° N       | ۱۵۰.۲° E      | ۳۲.۰ کیلومتر |
| C       | ۵۸.۳° N       | ۱۵۰.۶° E      | ۶۱.۰ کیلومتر |
| T       | ۵۶.۸° N       | ۱۴۱.۷° E      | ۲۷.۰ کیلومتر |
| P       | ۵۶.۱° N       | ۱۴۵.۳° E      | ۲۲.۰ کیلومتر |